# 호아킨 페이로
호아킨 페이로 루카스(스페인어: Joaquín Peiró Lucas; 1936년 1월 29일, 마드리드 지방 마드리드 ~ 2020년 3월 18일, 마드리드 지방 마드리드)는 스페인의 전 축구 선수이자 감독으로, 선수 시절 공격형 미드필더로 활약하였다.
아틀레티코 마드리드 유소년부를 졸업한 그는 프로 무대에서 데뷔한 이래 은퇴하기 전까지 라 리가에서의 8년동안 166경기 출전 95골을 기록하고 이탈리아로 건너가 3개의 구단에서 거의 10년 가까이 보냈다. 그는 스페인 국가대표팀일원으로 2번의 FIFA 월드컵에 참가했다.
페이로는 1978년을 기점으로 30년 가까이 감독일을 하다가 축구계에서 은퇴하였다.

## 선수 경력

### 클럽
마드리드 출신인 페이로는 아틀레티코 마드리드에서 무르시아로 임대되어 성인 무대 신고식을 치렀는데, 후자의 구단 소속으로 1955-56 시즌에 16번의 라 리가 경기를 완전히 소화하여 리그 5위를 차지하는데 일조하였고, 이어서 주전으로 도약하였다. 그는 아틀레티코 마드리드의 1961-62 시즌 UEFA 컵위너스컵의 우승 주역이었는데, 피오렌티나와의 1-1로 비긴 1차와 3-0으로 이긴 2차 결승전 2경기에서 모두 득점을 하였다.
1962년, 아틀레티코 소속으로 100골 이상 득점한 그는 1962-63 시즌 처음 3경기에서만 무려 6골을 퍼부었다. 그 후, 페이로는 이탈리아로 건너가 토리노로 이적하여, 루이스 수아레스에 이어 두 번째로 세리에 A 무대에 발을 들인 스페인 선수가 되었는데, 수아레스와는 나중에 인테르나치오날레에서 동행하여 1964-65 시즌에 엘레니오 에레라의 휘하에서 유러피언컵을 우승한 위대한 인테르의 일원이 되었다. 리버풀과의 준결승전에서 안필드 1차전 원정 경기에서 1-3으로 패한 후 2차전 안방에서 3-0 승리를 선사한 경기에 득점을 올렸다.
페이로가 이탈리아 무대에서 가장 오랜 시간을 보낸 곳은 로마로 그는 이곳에서 코파 이탈리아를 우승했을 뿐만 아니라 구단의 주장으로 임명되기도 했다.

### 국가대표팀 경력
페이로는 10년에 걸쳐 스페인 국가대표팀 경기에 12번 출전하였고, 5골을 넣었다. 그는 칠레에서 열린 1962년 FIFA 월드컵에 참가하여 멕시코와의 경기에서 1-0 결승골을 기록했고, 잉글랜드에서 열린 1966년 FIFA 월드컵에도 참가하였다. 스페인은 두 대회에서 모두 조별 리그를 넘지 못하고 조기에 탈락하였다.
1956년 6월 3일, 페이로는 불과 20세의 나이에 1-3으로 패한 리스본에서의 포르투갈과의 친선경기에서 국가대표팀 첫 경기를 치렀다.

### 국가대표팀 득점 기록
아래의 점수에서 왼쪽의 점수가 스페인의 점수이다.
| #  | 날짜            | 경기장                              | 상대     | 점수 | 최종결과 | 대회                      |
| -- | --------------- | ----------------------------------- | -------- | ---- | -------- | ------------------------- |
| 1. | 1956년 6월 3일  | 포르투갈 리스본 자모르              | 포르투갈 | 1–2  | 1–3      | 친선경기                  |
| 2. | 1960년 5월 15일 | 스페인 마드리드 산티아고 베르나베우 | 잉글랜드 | 1–0  | 3–0      | 친선경기                  |
| 3. | 1960년 7월 17일 | 칠레 산티아고 국립 경기장           | 칠레     | 4–0  | 4–1      | 친선경기                  |
| 4. | 1961년 5월 18일 | 스페인 마드리드 산티아고 베르나베우 | 웨일스   | 1–0  | 1–1      | 1962년 FIFA 월드컵 예선전 |
| 5. | 1962년 6월 3일  | 칠레 비냐 델 마르 사우살리토        | 멕시코   | 1–0  | 1–0      | 1962년 FIFA 월드컵        |

## 감독 경력
페이로는 1978년부터 감독일을 시작했는데, 그가 처음으로 맡은 선수단은 아틀레티코의 2군으로 2년 뒤에 세군다 디비시온 승격을 이끌었다. 이후, 그는 몇몇 2부 및 3부 리그의 구단 지휘봉을 잡았는데, 그라나다를 이끌고는 2부 승격에 성공했다.
1989-90 시즌, 페이로는 아틀레티코 마드리드를 이끈 세 명의 감독들 중 하나였는데, 당시 구단 회장이었던 헤수스 힐이 책임을 감독에게 전가하였기 때문이었고, 아틀레티코 마드리드는 상위 4개 구단에 들지 못했다. 그는 2부 리그에서의 감독일을 계속했는데, 몇 차례 감독 활동을 중단하기도 했다.
페이로가 감독으로서 이룬 최고의 성과는 63세의 나이로 말라가를 이끌고 1998-99 시즌 2부 리그 우승으로 1부 리그에 소속 구단을 올린 것이다. 또한, 안달루시아 연고 구단은 2002년 UEFA 인터토토컵을 우승해 참가한 UEFA컵에서 8강 진출의 기염을 토해냈다.
페이로는 2003년까지 감독일을 했는데, 2003-04 시즌 도중에 무르시아 감독직에서 해임되었고, 무르시아는 시즌 끝에 1부 리그에서 강등당했다.

## 최후
건강 문제로 앓던 페이로는 84세에 마드리드에서 영면에 들었다.

## 수상

### 선수
무르시아
- 세군다 디비시온: 1954–55

아틀레티코 마드리드
- 코파 델 헤네랄리시모: 1959–60, 1960–61
- UEFA 컵위너스컵: 1961–62

인테르나치오날레
- 세리에 A: 1964–65, 1965–66
- 유러피언컵: 1964–65
- 인터콘티넨털컵: 1964, 1965

로마
- 코파 이탈리아: 1968–69

### 감독
말라가
- 세군다 디비시온: 1998–99
- UEFA 인터토토컵: 2002